# Liste de séries télévisées dérivées
Cet article présente une liste de séries dérivées.

## 0
- 21 Jump Street
  - Booker
- 24 Heures chrono
  - 24 Heures chrono : Redemption
    - 24 Heures chrono : Legacy
- 9-1-1
  - 9-1-1: Lone Star

## A
- All in the Family
  - Maude
    - Good Times
      - The Jeffersons
- Animaniacs
  - Minus et Cortex
- Arnold et Willy
  - Drôle de vie
- Arrow
  - The Flash
    - DC's Legends of Tomorrow
      - Supergirl

## B
- Babylon 5
  - 2267, ultime croisade
- Badge 714
  - Auto-patrouille
- Batman (1992–1995)
  - Batman, la relève (1999–2001) 
    - Le Projet Zeta (2001–2003)

  - Batman (1997–1999) 
    - La Ligue des justiciers (2003–2006)
- Beavis et Butt-Head
  - Daria
- Being Human : La Confrérie de l'étrange
  - Becoming Human
- Ben 10
  - Ben 10: Alien Force
  - Ben 10: Ultimate Alien
- Beverly Hills 90210
  - Melrose Place
    - Melrose Place : 2009
    - Models Inc.

  - 90210 Beverly Hills : Nouvelle Génération
    - Beverly Hills : BH90210
- Bienvenue chez les Loud
  - Los Casagrandes
    - Une famille vraiment Loud
- Black-ish
  - Grown-ish
    - Mixed-ish
- Black Lightning
- Bones
  - The Finder
- Bonjour, miss Bliss
  - Sauvés par le gong
    - Sauvés par le gong : Les Années lycée
    - Sauvés par le gong : La Nouvelle Classe
- Breaking Bad
  - Better Call Saul
- Buffy contre les vampires
  - Angel

## C
- Cheers
  - Frasier
- Chicago Fire
  - Chicago Police Departement
  - Chicago Med
  - Chicago Justice
- CID
  - C.I.D. Kolkata Bureau
- Cléo et Chico
  - Monsieur Belette
- Cosby Show
  - Campus Show
- Charmed
- Columbo
  - Madame Columbo

## D
- Dallas
  - Côte Ouest
  - Dallas
- Dawson
  - Young Americans
- Demain nous appartient
  - Ici tout commence
- Département S
  - Jason King
- Des agents très spéciaux
  - Annie, agent très spécial
- Digimon Adventure
  - Digimon Adventure 02
  - Digimon Tamers
  - Digimon Frontier
  - Digimon Savers
  - Digimon Appmon
- Doctor Who
  - Doctor Who Confidential
  - K-9 and Company
  - Totally Doctor Who
  - The Infinite Quest
  - The Sarah Jane Adventures
  - K-9
  - Torchwood
    - Torchwood Declassified

  - Dreamland
  - Scream of the Shalka
- Dragon Ball
  - Dragon Ball Z
    - Dragon Ball GT
      - Dragon Ball Z Kai
        - Dragon Ball Super
          - Super Dragon Ball Heroes
- Dora l'exploratrice
  - Go Diego !
    - Dora and Friends : Au cœur de la ville
- Dynastie
  - Dynastie 2 : Les Colby

## E
- Esprits criminels
  - Esprits criminels : Unité parallèle
    - Esprits criminels : Unité sans frontières

## F
- Fame
  - Fame L.A.
- Foot 2 Rue
  - Foot 2 rue extrême
- French and Saunders
  - Absolutely Fabulous
- Friends
  - Joey

## G
- Galactica
  - Galactica 1980
  - Battlestar Galactica
    - Caprica
- Girlfriends
  - The Game
- Gossip Girl
  - Valley Girls
- Grey's Anatomy
  - Private Practice
    - Station 19
- Gunsmoke
  - Dirty Sally

## H
- Happy Tree Friends
  - Ka-Pow
- Henry Danger
  - Les Aventures de Kid Danger
    - Danger Force
- Hercule' (Hercules: The Legendary Journeys)
  - Xena, la guerrière (Xena: Warrior Princess)
  - Hercule contre Arès (Young Hercules)
- Hôpital central
  - Port Charles
- Highlander
  - L'Immortelle
- H2O
  - Les Sirènes de Mako

## I
- iCarly
  - Sam & Cat
- Incorrigible Cory
  - Le Monde de Riley
- Inspecteur Gadget
  - Gadget Boy
  - Gadget et les Gadgetinis

## J
- JAG
  - NCIS : Enquêtes spéciales
    - NCIS : Los Angeles
    - NCIS : Nouvelle-Orléans
      - NCIS : Hawaï
        - NCIS : Sydney
- James Bond -Films-
  - James Bond Junior
- Jessie
  - Camp Kikiwaka

## K
- K 2000
  - Nom de code : TKR
  - K 2000 : La Nouvelle Arme
  - Le Retour de K 2000
- Kangoo
  - Kangoo aux Jeux
    - Kangoo Juniors
- Kung Fu
  - Kung Fu, la légende continue

## L
- La Bande à Picsou
  - Myster Mask
  - Couacs en vrac
- La Vengeance aux yeux clairs
  - Olivia
- La Vie à cinq
  - Sarah
- La Vie de palace de Zack et Cody
  - La Vie de croisière de Zack et Cody
- Larry et Balki
  - La Vie de famille
- Les Années collège
  - Degrassi : La Nouvelle Génération
- Les Aventures de Sonic
  - Sonic et Sally
    - Sonic le Rebelle
      - Sonic X
        - Sonic Boom
- Les Aventures de Winnie l'ourson
  - Winnie l'ourson
    - Mes amis Tigrou et Winnie
- Les Cordier, juge et flic
  - Commissaire Cordier
- Les Craquantes
  - The Golden Palace
- Les Experts
  - Les Experts : Miami
    - Les Experts : Manhattan
    - Les Experts : Cyber
- Les Feux de l'amour
  - Amour, Gloire et Beauté
- Les Filles d'à côté
  - Les Nouvelles Filles d'à côté
- Les Fous du volant
  - Satanas et Diabolo
- Les Griffin
  - The Cleveland Show
- Les Professionnels
  - Les Nouveaux Professionnels
- Les Razmoket
  - Les Razbitume
- Les Sorciers de Waverly Place
  - Waverly Place : les nouveaux sorciers
- Les Thunderman
  - Les Thunderman : Incognito
- L'Homme qui valait trois milliards
  - Super Jaimie
- Life on Mars
  - Ashes to Ashes
    - Life on Mars
- Looney Tunes
  - Les Tiny Toons
  - Taz-Mania
  - Baby Looney Tunes
  - Duck Dodgers
  - Les Loonatics
- Love, American Style
  - Les Jours heureux
  - Mork and Mindy
    - Laverne & Shirley
- Lucky Luke 1984
  - Lucky Luke 1991
  - Les Nouvelles Aventures de Lucky Luke 2001
  - Rantanplan 2006
  - Les Dalton 2011

## M
- Ma sorcière bien-aimée
  - Tabatha
- Matlock
  - La loi est la loi
    - Diagnostic : Meurtre
- Mission Impossible
  - Mission impossible, 20 ans après
- Moesha
  - Les Parker
- Mr. Bean
  - Mr. Bean, la série animée

## N
- Naruto
  - Naruto Shippuden
  - Rock Lee : Les Péripéties d'un ninja en herbe
  - Boruto: Naruto Next Generations
- Navarro
  - Brigade Navarro
    - Mademoiselle Navarro
- NCIS : Enquêtes spéciales
  - NCIS : Los Angeles
    - NCIS : Nouvelle-Orléans
      - NCIS : Hawaï
        - NCIS: Origins
          - NCIS : Sydney
- New York, police judiciaire
  - New York, unité spéciale
    - Conviction

  - New York, section criminelle
  - New York, cour de justice
  - Paris, enquêtes criminelles
  - Londres, police judiciaire
  - Los Angeles, police judiciaire

## O
- Olive et Tom
  - Olive et Tom : Le Retour
    - Captain Tsubasa
- On My Block
  - Freeridge

## P
- Phénomène Raven
  - Cory est dans la place
    - Raven's Home
      - Alice in the Palace
- Pokémon
  - Pokémon Chronicles
  - Pokémon : Les Origines
  - Pokémon Générations
  - Pokémon : Méga-Évolution
- Power Rangers : Mighty Morphin
  - Alien Rangers
  - Power Rangers : Zeo
  - Power Rangers : Turbo
  - Power Rangers dans l'espace
  - Power Rangers : L'Autre Galaxie
  - Power Rangers : Sauvetage éclair
  - Power Rangers : La Force du temps
  - Power Rangers : Force animale
  - Power Rangers : Force Cyclone
  - Power Rangers : Dino Tonnerre
  - Power Rangers : Super Police Delta
  - Power Rangers : Force mystique
  - Power Rangers : Opération Overdrive
  - Power Rangers : Jungle Fury
  - Power Rangers : RPM
  - Power Rangers : Samurai
  - Power Rangers : Megaforce
  - Power Rangers : Super Megaforce
  - Power Rangers : Dino Charge
  - Power Rangers : Dino Supercharge
  - Power Rangers : Ninja Steel
  - Power Rangers : Super Ninja Steel
  - Power Rangers : Beast Morphers
  - Power Rangers : Mega Beast Morphers
  - Power Rangers : Dino Fury
- Princesse Sofia
  - Elena d'Avalor
- Pretty Little Liars
  - Ravenswood
    - The Perfectionists

## Q
- Quoi de neuf docteur ?
  - Un toit pour dix

## R
- Raw Toonage
  - Marsupilami
  - Bonkers
- Roquet belles oreilles
  - Yogi l'ours
    - Yogi : 1988
- Riverdale
  - Les Nouvelles Aventures de Sabrina
    - Katy Keene

## S
- Sabrina, l'apprentie sorcière (1996–2003) 
  - Sabrina (1999–2000) 
    - Le Secret de Sabrina (2003–2004)
- Salut Les Musclés
  - La Croisière foll'amour
  - Premiers Baisers
    - Les Années fac
      - Les Années bleues

  - Hélène et les Garçons
    - Le Miracle de l'amour
      - Les Vacances de l'amour
        - Les Mystères de l'amour

  - Le Miel et les Abeilles
- Sanford and Son
  - Sanford
- Scooby-Doo (1969-1972)
  - Les Grandes Rencontres de Scooby-Doo
  - Capitaine Caverne
  - Scooby-Doo et Scrappy-Doo (Scooby-Doo and Scrappy-Doo)
  - Mystérieusement vôtre, signé Scoubidou (The All-New Scooby and Scrappy-Doo Show)
  - Les Treize Fantômes de Scooby-Doo
  - Scooby-Doo : Agence Toutou Risques
  - Quoi d'neuf Scooby-Doo ?
  - Sammy et Scooby en folie
  - Scooby-Doo : Mystères associés
  - Trop cool, Scooby-Doo!
- Seconde B
  - C'est cool
- Shaun le mouton
  - Voici Timmy
- Shérif, fais-moi peur
  - Enos
- Smallville
  - Les Anges de la nuit
- Star Trek (1966–1969)
  - Star Trek, la série animée (1973–1974)
  - Star Trek : La Nouvelle Génération (1987–1994)
    - Star Trek: Deep Space Nine (1993–1999)
      - Star Trek: Voyager (1994–2001)

  - Star Trek: Enterprise (2001–2005)
  - Star Trek : Discovery
- Stargate SG-1
  - Stargate Infinity
  - Stargate Atlantis
  - Stargate Universe
    - Stargate Universe : Kino Webisodes (web-série)
    - Stargate: Webisodes Dr.Jackson (web-série)

  - Stargate Origins (web-série)
- Suits : Avocats sur mesure
  - Pearson
- Superman, l'Ange de Metropolis
  - La Ligue des justiciers (2003–2006)
- SOS Fantômes
  - Extrême Ghostbusters

## T
- The Big Bang Theory
  - Young Sheldon
- The Closer : L.A. enquêtes prioritaires
  - Major Crimes
- The Mary Tyler Moore Show
  - Rhoda
    - Phyllis
      - Lou Grant
- The Practice : Bobby Donnell et Associés
  - Boston Justice
- The Walking Dead
  - Fear The Walking Dead
  - The Walking Dead: World Beyond
  - Tales of the Walking Dead
  - Isle of the Dead
- Tom et Jerry
  - Momo et Ursul (The Great Grape Ape Show)
  - Tom et Jerry Tales
- Tout le monde aime Raymond
  - Un Gars du Queens
- Tout le monde déteste Chris
  - Everybody Still Hates Chris

## V
- Vampire Diaries
  - The Originals
    - Legacies
- Victorious
  - Sam & Cat

## W
- Walker, Texas Ranger
  - Le Successeur

## X
- X-Files : Aux frontières du réel
  - MillenniuM
  - The Lone Gunmen : Au cœur du complot
- X-Or
  - Sharivan
  - Capitaine Sheider

## Y
- Yu-Gi-Oh!
  - Yu-Gi-Oh! GX
  - Yu-Gi-Oh! R
  - Yu-Gi-Oh! 5D's
  - Yu-Gi-Oh! Zexal
  - Yu-Gi-Oh! Arc-V
  - Yu-Gi-Oh! VRAINS